# Nerv maxilar

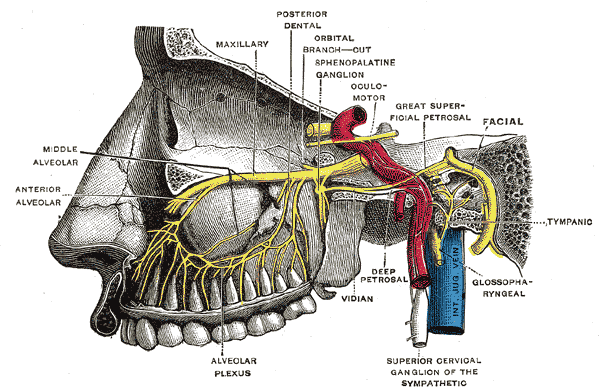
Nervul maxilar

Nervul maxilar (latină Nervus maxillaris) este una dintre cele trei ramuri ale nervului cranian trigemen și transmite doar informații senzitive. 